# 交響曲第97番 (ハイドン)

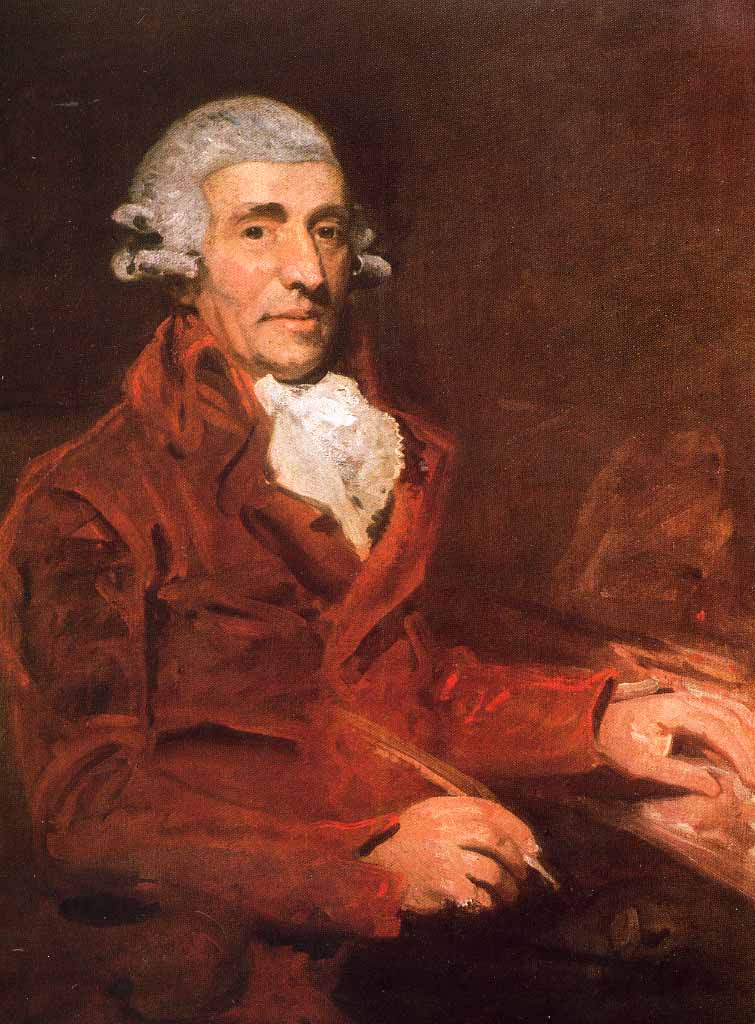
ハイドン（1791年、ジョン・ホプナー画）

交響曲第97番 ハ長調 Hob. I:97 は、フランツ・ヨーゼフ・ハイドンが作曲した交響曲。いわゆる『ロンドン交響曲』のうちの1曲である。

## 概要
本作は、第1回ロンドン旅行の折りの1792年に作曲されたものであり、最晩年の『ロンドン交響曲』の5曲目である。初演は同年5月3日または4日に、ヨハン・ペーター・ザーロモン主催の演奏会で行われた。
また後に、ドイツの作曲家ルートヴィヒ・ヴァン・ベートーヴェンが自身の『交響曲第1番 ハ長調』を作曲する際に、本作を参考にしたといわれている。

## 楽器編成
| 木管         | 木管 | 金管         | 金管         | 打         | 打       | 弦              | 弦 |
| ------------ | ---- | ------------ | ------------ | ---------- | -------- | --------------- | -- |
| フルート     | 2    | ホルン       | 2            | ティンパニ | ●        | 第1ヴァイオリン | ●  |
| オーボエ     | 2    | トランペット | 2            | 他         |          | 第2ヴァイオリン | ●  |
| クラリネット |      | 他           |              | 他         | ヴィオラ | ●               |    |
| ファゴット   | 2    | 他           | チェロ       | 他         | ●        |                 |    |
| 他           |      | 他           | コントラバス | 他         | ●        |                 |    |

## 曲の構成
全4楽章、演奏時間は約27分。全般的に和声進行や転調の創意とともに、安定感ある楽曲構成の巧みさが際立っている。なお、第2楽章に当時としては珍しい「スル・ポンティチェロ」（sul ponticello）の指定がある。
- 第1楽章 アダージョ - ヴィヴァーチェ
ハ長調、4分の3拍子、ソナタ形式。
お使いのブラウザーでは、音声再生がサポートされていません。音声ファイルをダウンロードをお試しください。
提示部、展開部、再現部、コーダが圧倒的なユニゾンを持つ第1主題で開始される。

- 第2楽章 アダージョ・マ・ノン・トロッポ
ヘ長調、4分の4拍子、変奏曲形式。
お使いのブラウザーでは、音声再生がサポートされていません。音声ファイルをダウンロードをお試しください。
主題と3つの変奏とコーダからなる。主題は前後2部で出来ており、それぞれ反復されている。

- 第3楽章 メヌエット：アレグレット - トリオ 
ハ長調、4分の3拍子、三部形式。
お使いのブラウザーでは、音声再生がサポートされていません。音声ファイルをダウンロードをお試しください。
お使いのブラウザーでは、音声再生がサポートされていません。音声ファイルをダウンロードをお試しください。
この楽章は構成こそ反復記号付きのメヌエット楽章に準じているものの、通例の反復記号を一切持たないという特徴を持つ。

- 第4楽章 フィナーレ：プレスト・アッサイ
ハ長調、4分の2拍子、自由なロンドソナタ形式。
お使いのブラウザーでは、音声再生がサポートされていません。音声ファイルをダウンロードをお試しください。
第1主題が二部形式で前半と後半がそれぞれ反復された後、経過部に入るが、提示部全体が共通の楽想に基づいているので、ハイドンの他の交響曲のフィナーレによく見られる単一主題的な性質の強い楽章である。